# Sylvie Meis

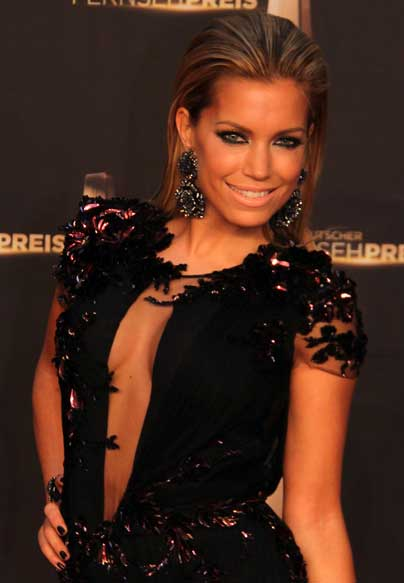
Sylvie Meis (2012)

Sylvie Françoise Meis (* 13. April 1978 in Breda), von 2005 bis 2013 Sylvie van der Vaart, ist eine in Deutschland lebende niederländische Moderatorin, It-Girl und Model. Sie wurde als Spielerfrau des Fußballspielers Rafael van der Vaart bekannt.

## Herkunft
Ihre Mutter Rita Meis ist Belgierin, ihr Vater Ron ist niederländisch-indonesischer Abstammung. Sie hat einen Bruder. 
An der Hochschule Nord-Brabant absolvierte sie eine vierjährige Ausbildung im Personalmanagement. Im Anschluss arbeitete sie als Fotomodel.

## Karriere

### Moderationen und Fernsehen
Meis’ Fernsehkarriere begann 2003, als sie an einem Moderatoren-Casting des Fernsehsenders TMF teilnahm. Sie moderierte dort im Anschluss die Sendung Fox Kids. In der Strand-Soap Costa! spielte sie zwei Jahre lang eine Barfrau. Des Weiteren hatte sie mehrere Auftritte als Moderatorin der jährlichen TMF-Awards und führte Interviews mit internationalen Künstlern wie Kylie Minogue und Britney Spears. 2008 bis 2011 und 2018 saß Meis neben Dieter Bohlen, Bruce Darnell und Motsi Mabuse in der Jury der RTL-Talentshow Das Supertalent.

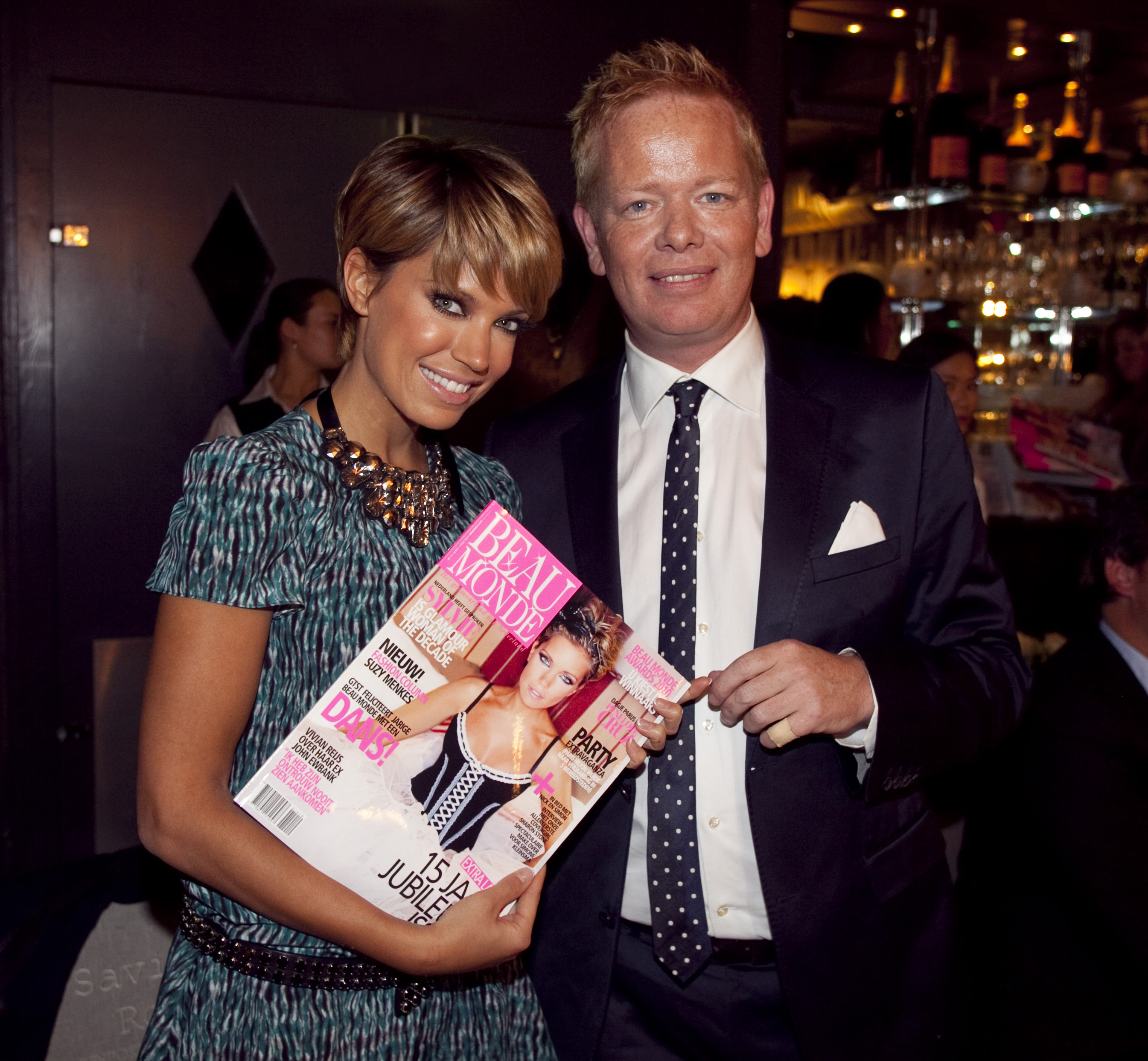
Sylvie Meis (2010)

2010 nahm sie an der dritten Staffel von Let’s Dance teil und erreichte den zweiten Platz. Ihr Tanzpartner war Christian Bärens, der später wegen einer Verletzung von Christian Polanc ersetzt wurde. 
Von der vierten Staffel 2011 bis zur zehnten Staffel 2017 moderierte sie die Sendung an der Seite von Daniel Hartwich. Beide erhielten dafür 2012 den Bayerischen Fernsehpreis.
Im Herbst 2015 moderierte sie mit Hartwich die RTL-Tanzshow Stepping Out. 
Zusammen mit dem Duo Nica & Joe trat sie von November 2015 bis Februar 2016 in der Holiday-on-Ice-Show Believe als Stargast in 15 deutschen Städten auf. Sie war „Botschafterin“ und Moderatorin am Dreamball der Deutschen Knochenmarkspenderdatei und rief dazu auf, sich registrieren zu lassen.
Vom 21. November bis 5. Dezember 2018 moderierte sie ihre eigene Model-Castingshow Sylvies Dessous Models, die bei RTL ausgestrahlt wurde. Im Juni 2020 gewann sie in der ProSieben-Show Schlag den Star gegen Lilly Becker und wurde am 3. November 2020 in der dritten Staffel der ProSieben-Sendung The Masked Singer als Alpaka demaskiert. Außerdem moderierte sie im Dezember 2020 die Sendung Täglich frisch geröstet. Seit 2021 moderiert sie die Reality-Kuppelshow Love Island.

### Modelinien und Werbung
Sie kreierte ihre eigene Schmuckkollektion Pure by Sylvie, die 2006 auch auf dem deutschen Markt eingeführt wurde. Seit 2012 präsentiert sie zum Teil selbst entworfene Dessous und Bikinis für The Sylvie Collection by Hunkemöller. Im Herbst 2017 brachte sie eine Unterwäsche- und Bademodenlinie auf den Markt. Sie macht Werbung unter anderem für BMW, Gillette und L’Oréal Professional.

## Persönliches
Im Juni 2005 heiratete Meis den niederländischen Fußballspieler Rafael van der Vaart. Im Sommer 2005 zog das Paar nach Hamburg, wo er bis 2008 beim Hamburger SV unter Vertrag stand. Sie begann – ebenso wie ihr Mann – intensiv Deutsch zu lernen. 
Ihr gemeinsamer Sohn Damián (* 2006) ist ebenfalls Fußballspieler.
Im Juni 2009 gab Meis bekannt, dass sie an Brustkrebs erkrankt sei. Der Tumor wurde operativ entfernt, anschließend machte sie eine unterstützende Chemotherapie. Im Januar 2013 gab das Ehepaar van der Vaart seine Trennung bekannt. 
Nach der Scheidung am 4. Dezember 2013 nahm sie wieder ihren Geburtsnamen Meis an.
Im April 2017 gab sie die Verlobung mit dem Geschäftsmann Charbel Aouad bekannt; im Oktober desselben Jahres trennte sich das Paar. 
Im April 2019 wurde bekannt, dass Meis sich nach einer halbjährigen Beziehung vom niederländischen Filmproduzenten Bart Willemsen getrennt hatte. 
Im Oktober desselben Jahres gab sie nach einer dreimonatigen Beziehung mit dem Künstler Niclas Castello ihre Verlobung bekannt. 
Die Hochzeit fand am 19. September 2020 in Florenz statt. Die Trennung erfolgte im Februar 2023, die Scheidung am 17. Juni 2024 in Hamburg.
Im Herbst 2023 gab sie eine Beziehung zum niederländischen Unternehmer Wim Beelen bekannt. Das Paar trennte sich im Januar 2024. Meis wohnt in Hamburg-Eppendorf. Ihr Sohn lebte aufgrund seiner angestrebten Fußballkarriere zeitweise bei seinem Vater in Dänemark.

## Auszeichnungen
- 2011: Radio Regenbogen Award in der Kategorie „Medienfrau“
- 2012: Bayerischer Fernsehpreis in der Kategorie „Moderation“ für Let’s Dance (gemeinsam mit Daniel Hartwich)